# Геотектонска структура Србије
Геотектонску структуру Србије карактеришу три велика разлома Земљине коре који се простиру од полуострва Халкидики и Солунског заnива у Грчкој, кроз Македонију и Србију, све до Панонског басена, и као такви су битно утицаnи на рељеф и геолошку грађу нашег простора.
Геотектонска структура Србије састоји се од:
- Српско-македонска маса (централно-источни део Србије)
- Унутрашњих Динариде (централно-западни део Србије)
- Централних Динариде (запад и југозапад Србије)
- Карпатско-Балканске Масе (источни део Србије)

## Српско-македонска маса
Између централног и источног разлома простире се Српско-македонска маса (Родопска маса), претежно састављена од паnеозојских шкрињаца и магматских стена. Током неогена, спуштањем терена, на том месту је образована удолина у коју је продла вода Панонског језера, претворивши је у веnики залив у коме су се сталожиле дебеле наслаге језерских седимената. Посnе повлачења Панонског језера, ту су усечене долине Велике и Јужне Мopaвe. У појасу Српско-македонске масе заступљене cу громадне планине.Ове Планине су груписане у планинску масу. Настале су тектонским издизањем дуж раседних пукотина, а Котлине између њих настале спуштањем дуж раседа. Овакву структуру рељефа називамо Шаховска структура.

## Карпатско-Балканске Масе
Источно од Српско-македонске масе су планински венци Карпатско-балканских планина, које су претежно састављене од мезозојских кречњака, пешчара и конгломерата, у чијој основи су палеозојски шкриљци. Под ти утицајем потиска који је долазио с истока и југозапада, образоване су бројне навлаке, као и лежишта мрког угља.

## Унутрашњи динарид
Између централног и западног дубинског раседа леже Унутрашњи динариди. Они се састојеo, од више блокова различитог састава, геолошке историје и порекла. Карактерише их наглашена заступљеност дубинских магматских стена (перидотити), које су метаморфисане под утицајем атмосферилија (серпентинити). Постоји мишљење да су ове стене биле истиснуте на површину приликом судара блокова Центраnних и Унутрашњих динарида у мезозоику, односно да по саставу одговарају океанској 3емљиној кори.

## Централно динариди
Западно су Централно динариди, претежно изграђени од мезозојиског флиша и кречњака. На основу састава стена претпостаљв се да се овде крајем мезозоика догодио судар две плоче Землине коре, при чемуј е дошло до истискивања поnуискристалисане магме с велике дубине и њеног мешања с одломцима других стена. Вулканска активност је била изражена и током неогена, када су око великог раседа у доnинама Ситнице и Ибра образоване вулканске купе од трахита: Велетин код Јањева, (јужно од Приштине), Ђурђеви ступови код Новог Пазара и Градина код Ушћа. Тада су настала и лежишта oлово-цинканих руда и каменог угља. Под утицајем тектонских покрета и магматских интрузија, мрки угаљ неогене старости је метаморфисан и претворен у најмлађи камени угаљ код нас.

## Панонска депресија
Северно од Српско-македонске масе и Унутрашњих динарида настала је Панонска депресија, и то лаганим тоњењем земњишта током неогенаи квартара (сада износи 2-4 мм/год ). Депресију је све до средине квартара испуњавало Панонско језеро, у коме су се таложили плитководни седи- менти и образоваnа лежишта нафте, гаса и угља. Испод језерских седимената, дебњине 1-3 km, лежи основа од мезозојских седиментних стена, гранита и паnеозојских шкритаца.

## Вулканска активност
Током плиоцена и квартара дуж централног и западног дубинског раседа била је изражена вулканска активност.Осим бројних лавичних излива андезита, риолита и трахита у рељефу су очувани и вулкански облици. На некадашњу вулканску активност сада указују бројни термоминерални извори. Вулканизам, сеизмизам необичан састав стена и рудна лежишта сведоче да се покрети дуж великих раседа нису смирили. Они су на овом простору почели у мезозоику и још увек трају.